# Lijst van voetbalinterlands Frankrijk - Rusland
Deze lijst van voetbalinterlands is een overzicht van alle officiële voetbalwedstrijden tussen de nationale teams van Frankrijk en Rusland. De landen speelden tot op heden zeven keer tegen elkaar. De eerste ontmoeting, een vriendschappelijke wedstrijd, werd gespeeld in Cannes op 28 juli 1993. Het laatste duel, eveneens een vriendschappelijke wedstrijd, vond plaats op 27 maart 2018 in Sint-Petersburg.

## Wedstrijden
| № | Plaats          | Datum           | Competitie           | Wedstrijd           | Uitslag |
| - | --------------- | --------------- | -------------------- | ------------------- | ------- |
| 1 | Cannes          | 28 juli 1993    | Vriendschappelijk    | Frankrijk – Rusland | 3 – 1   |
| 2 | Moskou          | 25 maart 1998   | Vriendschappelijk    | Rusland – Frankrijk | 1 – 0   |
| 3 | Moskou          | 10 oktober 1998 | EK 2000 kwalificatie | Rusland – Frankrijk | 2 – 3   |
| 4 | Saint-Denis     | 5 juni 1999     | EK 2002 kwalificatie | Frankrijk – Rusland | 2 – 3   |
| 5 | Saint-Denis     | 17 april 2002   | Vriendschappelijk    | Frankrijk – Rusland | 0 – 0   |
| 6 | Saint-Denis     | 29 maart 2016   | Vriendschappelijk    | Frankrijk – Rusland | 4 – 2   |
| 7 | Sint-Petersburg | 27 maart 2018   | Vriendschappelijk    | Rusland – Frankrijk | 1 – 3   |

## Samenvatting
| Competitie        | Totaal gespeeld | Winst Frankrijk | Gelijk | Winst Rusland | Doelsaldo Frankrijk – Rusland |
| ----------------- | --------------- | --------------- | ------ | ------------- | ----------------------------- |
| EK-kwalificatie   | 2               | 1               | 0      | 1             | 5 − 5                         |
| Vriendschappelijk | 5               | 3               | 1      | 1             | 10 − 5                        |
| Totaal            | 7               | 4               | 1      | 2             | 15 − 10                       |

## Details

### Eerste ontmoeting
| Vriendschappelijk (Cannes, Frankrijk, 28 juli 1993):          |       |                          |
| Frankrijk                                                     | 3 – 1 | Rusland                  |
| Franck Sauzée 16' Éric Cantona 19' Jean-Pierre Papin 37'      | goals | 23' (e.d.) Laurent Blanc |
| - Debuut van Jean-Luc Dogon en Reynald Pedros voor Frankrijk. |       |                          |

### Tweede ontmoeting
| Vriendschappelijk (Moskou, Rusland, 25 maart 1998): |       |           |
| Rusland                                             | 1 – 0 | Frankrijk |
| Sergej Joeran 2'                                    | goals |           |

### Derde ontmoeting
| EK 2000 kwalificatie (Moskou, Rusland, 10 oktober 1998): |       |                                                          |
| Rusland                                                  | 2 – 3 | Frankrijk                                                |
| Igor Yanovskiy 55' Aleksandr Mostovoj 81'                | goals | 13' Nicolas Anelka 28' Robert Pirès 81' Alain Boghossian |

### Vierde ontmoeting
| EK 2000 kwalificatie (Saint-Denis, Frankrijk, 5 juni 1999): |              | |
| Frankrijk | 2 – 3        | Rusland |
| Emmanuel Petit 48' Sylvain Wiltord 53' | goals        | 40' Aleksandr Panov 75' Aleksandr Panov 87' Valeri Karpin |
| Roger Lemerre | bondscoach   | Oleg Romantsev |
| Fabien Barthez Vincent Candela 88' Lilian Thuram Emmanuel Petit Laurent Blanc Youri Djorkaeff 90' Didier Deschamps Marcel Desailly Nicolas Anelka Sylvain Wiltord Christophe Dugarry 59' | opstellingen | Aleksandr Filimonov Dmitriy Khlestov Viktor Onopko Aleksey Smertin Yevgeniy Varlamov 60' Sergej Semak Valeri Karpin 26' Aleksandr Mostovoj Yegor Titov 72' Andrey Tikhonov Aleksandr Panov |
| Patrick Vieira 59' Robert Pirès 88' Alain Boghossian 90' | wissels      | 26' Dmitri Chochlov 60' Vladimir Bestsjastnych 72' Illya Tsymbalar |
| Didier Deschamps 10' Fabien Barthez 50' | gele kaarten | 1' Jegor Titov 15' Aleksandr Mostovoj 47' Yevgeniy Varlamov |

### Vijfde ontmoeting
| Vriendschappelijk (Saint-Denis, Frankrijk, 17 april 2002): |              | |
| Frankrijk | 0 – 0        | Rusland |
| | goals        | |
| Roger Lemerre | bondscoach   | Oleg Romantsev |
| Fabien Barthez Lilian Thuram Frank Lebœuf 46' Marcel Desailly Bixente Lizarazu 79' Patrick Vieira Emmanuel Petit 62' Zinédine Zidane Youri Djorkaeff 62' Thierry Henry Nicolas Anelka 82' | opstellingen | Ruslan Nigmatullin Vlasheslav Dayev Viktor Onopko Joeri Nikiforov Dimitri Sennikov Alexei Smertin Jegor Titov Valeri Karpin Marat Izmailov Aleksandr Mostovoj 66' Vladimir Bestchastnykh |
| Philippe Christanval 46' Alain Boghossian 62' Steve Marlet 62' Vincent Candela 79' Johan Micoud 82'                                                                                       | wissels      | 66' Dimitri Sychev |
| Vincent Candela 84' | gele kaarten | 72' Valeri Karpin 86' Joeri Nikiforov |

### Zesde ontmoeting
| Vriendschappelijk (Saint-Denis, Frankrijk, 29 maart 2016): |              | |
| Frankrijk | 4 – 2        | Rusland |
| N'Golo Kanté 9' André-Pierre Gignac 38' Dimitri Payet 64' Kingsley Coman 76' | goals        | 56' Aleksandr Kokorin 68' Joeri Zjirkov |
| Didier Deschamps | bondscoach   | Leonid Sloetski |
| Hugo Lloris Patrice Évra Bacary Sagna Mamadou Sakho Raphaël Varane 46' N'Golo Kanté Paul Pogba 69' André-Pierre Gignac 79' Lassana Diarra Anthony Martial 46' Antoine Griezmann 63' | opstellingen | 46' Igor Akinfejev Aleksej Berezoetski Oleg Kuzmin 69' Joeri Zjirkov 80' Aleksandr Golovin 70' Roman Sjirokov 80' Aleksandr Kokorin Artjom Dzjoeba Vasili Berezoetski Alan Dzagojev 88' Oleg Sjatov |
| Jérémy Mathieu 46' 54' Kingsley Coman 46' Lucas Digne 54' Dimitri Payet 63' Moussa Sissoko 69' Olivier Giroud 79'                                                                   | wissels      | 46' Joeri Lodygin 69' Igor Smolnikov 70' Pavel Mamajev 80' Denis Gloesjakov 80' Fjodor Smolov 88' Aleksandr Samedov                                                                                 |
| | gele kaarten | 36' Aleksandr Kokorin 46' Oleg Kuzmin 63' Aleksej Berezoetski |